# Avião de treinamento

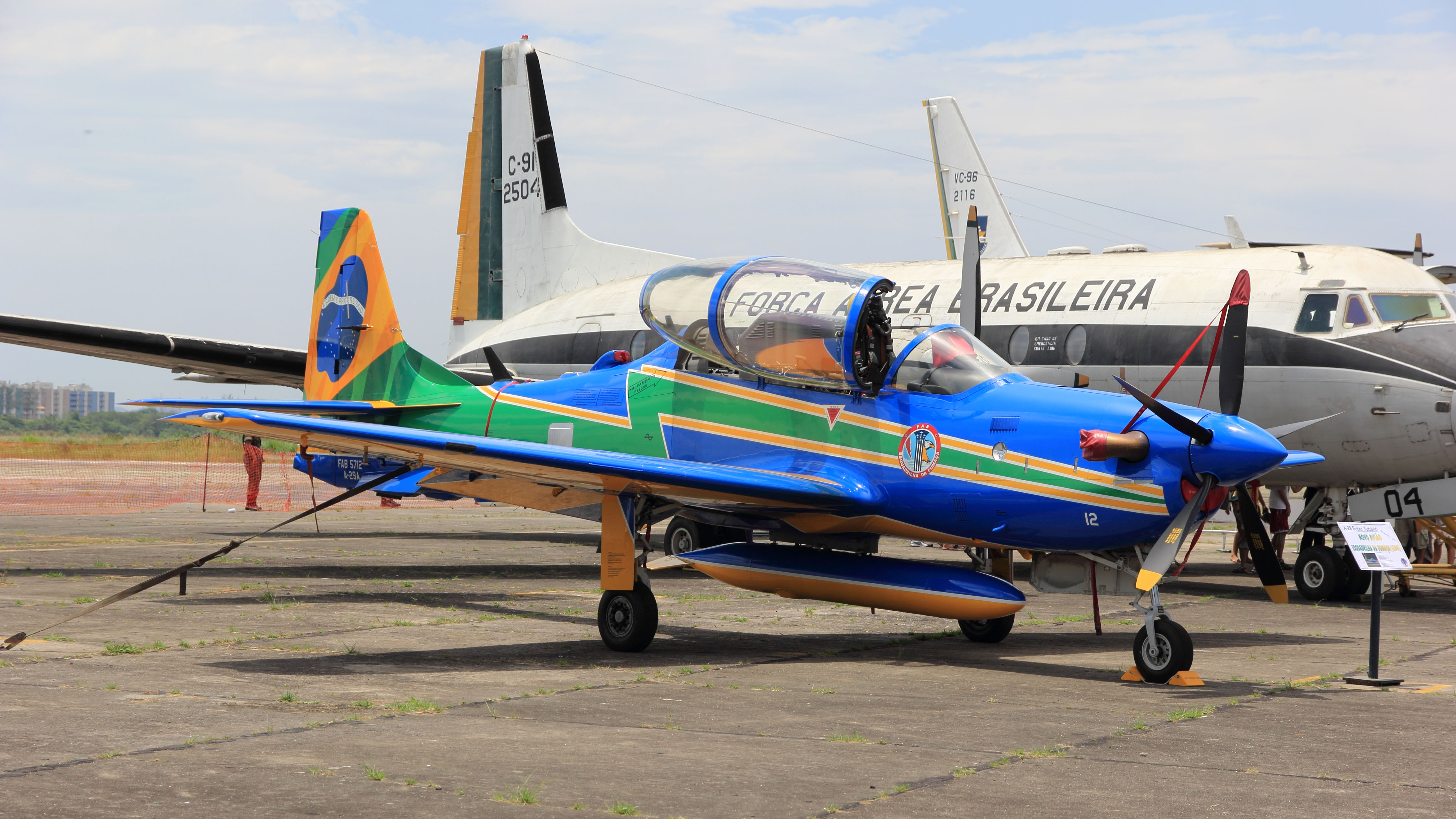
Embraer EMB-314 Super Tucano

Avião de treinamento ou instrução é uma classe de aeronaves projetadas especificamente para facilitar a formação de voo de pilotos e tripulações. A utilização de um avião de treinamento dedicado com recursos de segurança adicionais, como controles um cockpit simplificado permite aos pilotos em treinamento melhorar com segurança suas habilidades de pilotagem e navegação em tempo real.
Pilotos civis são normalmente treinados em uma aeronave leve, com dois ou mais assentos para permitir um aluno e instrutor. A aeronave pode ser modificada para suportar as condições de voo impostas por voos de treinamento.